# Deák Németh Mária
Deák Németh Mária (Zombor, Jugoszlávia, ma Szerbia, 1961. április 5. –) grafikusművész, tanár.

## Életpályája
Tanulmányait az Újvidéki Művészeti Akadémia képzőművészeti tanszék, grafikai szakán végezte 1980-1984 között, mint grafikus művész. 1984-től általános iskolai tanár. 1995-től férjével és két fiúgyermekével Magyarországon, a mai Somogy vármegyei Pusztaszemesen él és Balatonföldváron dolgozik, mint tanár. 1997-ben részt vett a Svédországban megrendezett Goya Simposionon.

## Művészeti tagságai
- Magyar Grafikus Szövetség
- Vajdasági Képzőművészek Egyesülete
- Kapos Art Képző-és Iparművészeti Egyesülete
- Somogyi Alkotók Egyesülete
- Ajkai Grafikai Műhely
- MAOE

## Egyéni kiállításai
- 1984 Kulturális Központ, Belgrád
- 1986 Egyesületi Galéria. Újvidék
- 1987 Könyvtár Galéria, Bácska Palánka
- 1991 Hadseregotthon Galéria, Belgrád
- 1992 Egyesületi Galéria, Újvidék
- 1993 Egyesületi Galéria, Zombor
- 2000 Csurgói Múzeum
- 2002 Pécsi Kisgaléria
- 2005 Kulturális Központ, Ajka
- 2005 Vaszary Képtár, Kaposvár
- 2017 Salon de la gravure Morhange, Franciaország
- 2020 Magyar Műhely Galéria, Budapest

## Csoportos kiállításai
- 1986 Ifjúsági Biennálé, Fiume
- 1987 Nemzetközi Grafikai Biennálé Fredrikstad, Norvégia
- 1988 Tavaszi Szalon, Újvidék
- 1989 Grafika Szerbiában, Belgrád
- 1992 Országos Grafikai Biennálé , Belgrád
- 1992 Nemzetközi Grafikai Biennálé, Bitola, Makedónia
- 1995 Nemzetközi Grafikai Triennálé, Kanagawa, Japán
- 1997 Szalon ’97, Műcsarnok, Budapest
- 1997 Színesnyomat Szekszárd
- 1998 Kisgrafika, Vigadó Galéria, Budapest
- 1999 Intergraf – nemzetközi grafikai biennálé – Udine, Olaszország
- 1999 Somogyi képzőművészek kiállítása, Geldrop, Hollandia
- 2003 Grafikai kiállítás, Teherán, Irán
- 2003 Grafikai Biennálé, Várna, Bulgária
- 2005 Művészetek Völgye, Taliándörögd
- 2005 Grafikai Biennálé, Várna, Bulgária
- 2006 Nemzetközi Grafikai Biennálé, Bitola, Makedónia
- 2015, Itt és most, Műcsarnok, Budapest
- 2015 Győri Grafikai Biennálé
- 2016 IV. Székelyföldi grafikai biennálé
- 2017 I. Jerevani grafikai biennálé
- 2018 Print Biennial Graphic – Cacak , Szerbia
- 2018 International Biennial of Miniature arts – Timisoara
- 2018 Graphicall Amsterdam – 4bid Gallery
- 2019 Várnai biennálé
- 2019 Global print – Portugal
- 2019 Iosif Iser grafikai biennálé – Románia
- 2019 Veszprém Tárlat
- 2019 Balaton Tárlat – Balatonalmádi
- 2019 Dunántúli Tárlat
- 2020 Engravist, isztambuli grafikai kiállítás
- 2020 Munkácsy és Csontváry nyomában – KORTÁRS MAGYAR KÉPZŐMŰVÉSZEK virtuális tárlata

## Díjai
- 1986 Szabadkai regionális kiállítás NÍVÓDÍJ
- 1988 Vajdasági Képzőművészek Egyesületének kiállítása NÍVÓDÍJ
- 1989 Szerbiai Képzőművészek Egyesületének kiállítása NÍVÓDÍJ
- 1989 a Szerbiai, Vajdasági és Koszovói Képzőművészek Egyesülete közös tárlatának KÜLÖNDÍJa.
- 1998 Somogyi képzőművészek tárlata NÍVÓDÍJ
- 2002 Ajka Tárlat NÍVÓDÍJ
- 2004 Szin-folt miniatura kiállítás, Kaposvár, NÍVÓDÍJ
- 2004 Ajka Tárlat NÍVÓDÍJ
- 2004 Velencei nemzeti biennálé, GRAFIKAI NÍVÓDÍJ, Olaszország
- 2005 Somogyi képzőművészek kiállítása, Vaszary Képtár, Kaposvár SOMOGY MEGYE FŐDÍJA
- 2006, 2009,2013, 2015 Ajka Tárlat
- 2014 Somogy megyei művészek, (Rotary Club díja)
- 2019 Veszprém Tárlat-nívódíj

## Külső hivatkozások
- Artportál lexikonában